# Qazvin (shahrestan)
Qazvin (persiska: قزوين), eller Shahrestan-e Qazvin (شهرستان قزوين), är en delprovins (shahrestan) i Iran. Den ligger i provinsen Qazvin, i den nordvästra delen av landet. Administrativt centrum är staden Qazvin.
Delprovinsen hade 596 932 invånare 2016.